# La macarena su Roma
La macarena su Roma è il primo album in studio del cantautore Iosonouncane, pubblicato nel 2010.

## Il disco
Il disco, pubblicato dall'etichetta discografica indipendente Trovarobato, si compone di 12 tracce che descrivono l'Italia contemporanea da un punto di vista sociale e di attualità.
Musicalmente il lavoro propone un originale mix di musica d'autore (notevoli influenze da Giorgio Gaber e Lucio Dalla) campionata su più livelli, suonata con loop e campionamenti incalzanti (che ricordano i lavori degli Animal Collective e dei Mariposa) e chitarra acustica per la parte melodica. I testi risultano provocatori e taglienti, incentrati su temi d'attualità come la precarietà, la disinformazione, il razzismo, la disparità sociale, i fatti di cronaca, l'immigrazione, il problema dei rifiuti, trattati tutti con ironia, ma in maniera al tempo stesso cinica e violenta. È stato descritto come una commistione di cantautorato sperimentale, musica psichedelica, elettronica e folk, seppur siano presenti vari richiami alla teatro canzone.
L'album viene apprezzato notevolmente dalla critica e vince il premio "Fuori dal Mucchio" stilato da Il mucchio selvaggio. Inoltre viene inserito tra i finalisti del Premio Tenco nella categoria "miglior opera prima" del 2011. Il premio però va a Cristiano Angelini con L'ombra della mosca.
Le registrazioni si sono svolte dal 5 al 12 luglio 2010 presso Lo Studio Spaziale, curate da Roberto Rettura.
Nel mese di luglio si sono svolti i mix, sempre a Lo Studio Spaziale da Roberto Rettura, mentre il master è stato realizzato da Max Trisotto giorno 26 luglio.
Il titolo dell'iniziale Summer on a spiaggia affollata è una citazione di Summer on a solitary beach di Franco Battiato.

## Tracce
1. Summer on a spiaggia affollata – 4:32
2. Il boogie dei piedi – 2:24
3. Il corpo del reato – 5:58
4. Grandi magazzini Pianura – 4:48
5. Torino pausa pranzo – 3:59
6. Rifacciamoci la bocca con i cibi buoni di Gusto – 1:46
7. I superstiti – 1:57
8. Il sesto stato – 2:35
9. Il famoso goal di mano – 3:01
10. Il ciccione – 2:37
11. La macarena su Roma – 9:25
12. Giugno – 3:03